# Michael Antwerpes

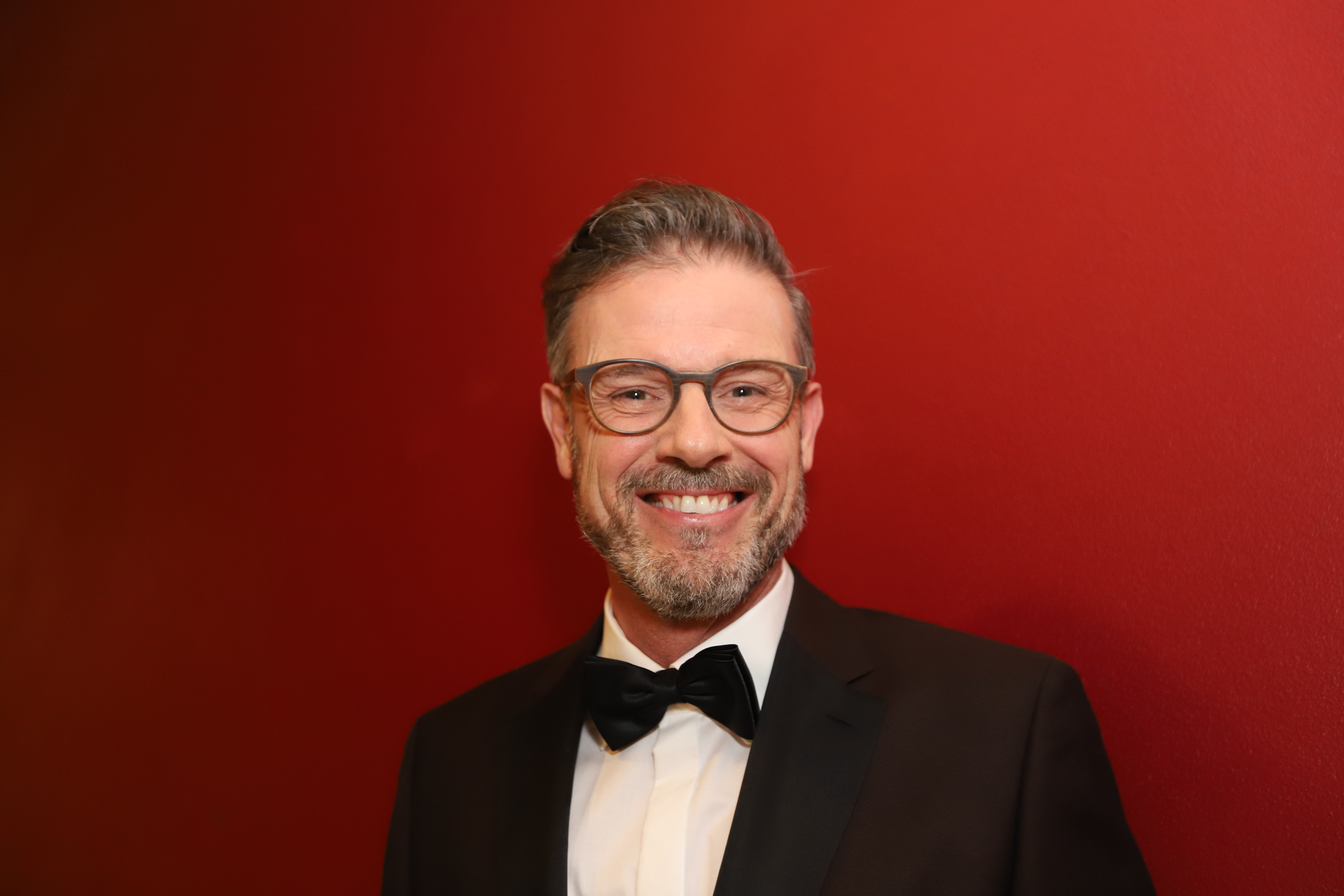
Michael Antwerpes (2019)

Michael Antwerpes (* 21. Februar 1963 in Dülken) ist ein deutscher Fernsehmoderator.

## Leben
Der Großneffe von Franz-Josef Antwerpes besuchte das Clara-Schumann-Gymnasium Dülken (vormals: Städtisches Gymnasium) und studierte in Münster Publizistik, Anglistik und Politikwissenschaft. Dort begann er 1989 auch seine Karriere als Hörfunkreporter im Landesstudio des WDR und wechselte nach Beendigung des Volontariats in Köln (1991–1992) zum ZDF-Morgenmagazin nach Berlin. Dort war er Moderator und stellvertretender Ressortleiter Sport. Ab Herbst 1994 präsentierte er die ZDF-Sportreportage. Ein Jahr später wechselte der Moderator in die Mainzer ZDF-Hauptredaktion.
Von September 1998 bis Herbst 2012 war Antwerpes Sportchef des Südwestrundfunks. Er moderiert im SWR-Fernsehen die Sonntagabend-Show Sport im Dritten. Antwerpes ist außerdem Mitglied im Moderatorenteam der ARD-Sportschau und präsentiert darüber hinaus im Winter die Biathlon-Übertragungen im Ersten.
Seit 1994 berichtete er für ARD und ZDF von allen Olympischen Winter- und Sommerspielen, zuletzt 2022 in Peking.
Seit Anfang 2003 ist er auch Moderator der Quiz-Show Sag die Wahrheit, die regelmäßig montags um 22:00 Uhr im SWR-Fernsehen gesendet wird.
Antwerpes ist seit 2010 im Kuratorium der Deutschen Kinderkrebsnachsorge – Stiftung für das chronisch kranke Kind tätig, die sich für Familien mit chronisch kranken Kindern engagiert. Für das Sozialprojekt Wir helfen Afrika engagierte er sich als Stadtpate in Amtzell.
Seit 2017 trifft er in der Dokureihe Ohne Gewehr – Leben nach dem Biathlon ehemalige Biathleten und zeigt ihr Leben nach dem aktiven Leistungssport.
2021 war Antwerpes Mitinitiator des Projekts #bewegteuch. Damit sollte es Kindern und Jugendlichen ermöglicht werden, trotz anhaltender Einschränkungen wegen der Covid-19-Pandemie wieder Sport auch in größeren Gruppen zu treiben.
Antwerpes ist in dritter Ehe verheiratet mit Julia Antwerpes und hat fünf Kinder. Er lebt in Schorndorf (Rems-Murr-Kreis).

## Kritik an Nebentätigkeiten
In einem Bericht des NDR-Medienmagazins Zapp von 2009 wurde die umfangreiche Nebentätigkeit von Michael Antwerpes kritisiert. Das Magazin stellte die Frage, ob Beschäftigte im öffentlich-rechtlichen Fernsehen noch unabhängig über Firmen, Sportfunktionäre etc. berichten können, für die sie vorab bei privaten Veranstaltungen als bezahlte Redner Werbung gemacht haben.
Der Beitrag fand ein vielfaches Medienecho. Laut Berliner Zeitung sei es zu diversen Konflikten der Nebentätigkeit Michael Antwerpes’ und seiner unabhängigen Berichterstattung gekommen.

## Belege
1. ↑  swr.de/sport-im-dritten
2. ↑  sportschau.de
3. ↑  swr.de/sag-die-wahrheit
4. ↑  SWR aktuell: Ministerium genehmigt Modellprojekt #bewegteuch für Mannschaftssport von Kindern und Jugendlichen. Archiviert vom Original am 3. Juni 2021; abgerufen am 27. Juli 2021.
5. ↑  Bericht über Nebenerwerb von Antwerpes (Memento vom 24. April 2014 im Internet Archive) Zapp
6. ↑  SWR-Sportchef Michael Antwerpes und seine Nebenjobs Autos, Boote, Wein. In: Berliner Zeitung, 3. März 2009

| Personendaten    | Personendaten            |
| ---------------- | ------------------------ |
| NAME             | Antwerpes, Michael       |
| KURZBESCHREIBUNG | deutscher Sportmoderator |
| GEBURTSDATUM     | 21. Februar 1963         |
| GEBURTSORT       | Dülken                   |